# Denghoog
Der Denghoog („Thinghügel“), nördlich der Kapelle von Wenningstedt auf Sylt gelegen, ist ein Großsteingrab, nach dem die jungsteinzeitliche Denghoog-Stufe benannt wurde. Das begehbare Ganggrab liegt unter einem 3,2 Meter hohen Hügel. Bau und Nutzung fallen, gemäß der ausgegrabenen Keramik und der gefundenen Steinbeile der Trichterbecherkultur (TBK) in die Stufen Mittelneolithikum Ib bis V der norddeutsch-südskandinavischen Chronologie. Das entspricht dem Zeitraum zwischen 3200 und 2800 v. Chr.

## Forschungsgeschichte
Der Hügel wurde erstmals vom 17. bis 19. September 1868 durch den Hamburger Geologen Ferdinand Wibel (1840–1902) untersucht. Seit den 1930er Jahren können Besucher das besterhaltene Ganggrab Schleswig-Holsteins besichtigen. Ernst Sprockhoff vermaß das Grab 1960 und nahm es in seinem „Atlas der Megalithgräber Deutschlands“ unter der Nummer 4 auf. Aufgrund einer Verstürzung im Gang, die für eine schlechte Durchlüftung der Anlage sorgte, erfolgte vom 5. Mai bis 25. Juni 1982 eine erneute Grabung unter Leitung von Joachim Reichstein und Hans-Jörg Repkewitz, die sich hauptsächlich auf den Gang und den vorgelagerten Bereich konzentrierte. Parallel hierzu gruben sie einen Grabhügel bei Rantum aus. Die Grabung am Denghoog wurde zunächst nicht publiziert, es folgten lediglich ein Ortsaktenvermerk und ein interner Bericht für das Archäologische Landesamt Schleswig-Holstein. Eine Aufarbeitung der Grabung und des hierbei angefallenen Fundmaterials erfolgte 2013 im Rahmen der 2014 publizierten Magisterarbeit von Maria Wunderlich.

## Beschreibung

### Architektur
Die ovale Kammer misst fünf Meter in öst-westlicher und etwa drei Meter im breiten Bereich der Nord-Süd-Richtung. Ihre Höhe beträgt etwa 1,9 Meter an der West- und 1,5 Meter an der Ostseite. Die Kammer besteht aus erratischen Blöcken (Findlingen) der Eiszeit die bis zu 18 Tonnen wiegen. Es handelt sich um zwölf Tragsteine, drei Decksteine, zwölf Randsteine und zwei Türsteine im Gang. Die Lücken zwischen den Trag- und den Gangsteinen sind mit Rotsandsteinplatten gefüllt. Man gelangte ursprünglich durch einen sechs Meter langen, einen Meter hohen und breiten, gepflasterten Gang in die Kammer, heute erfolgt der Zugang für Besucher von oben. Der Gang hat eine (in der Mitte gelegene) und Türrahmenkonstruktion. In der Osthälfte der Kammer ist durch eine Doppelreihe hochkant gestellter Platten ein Quartier abgetrennt. Hier befand sich auf dem sorgsam verlegten Bodenpflaster eine Feuerstelle.

Denghoog
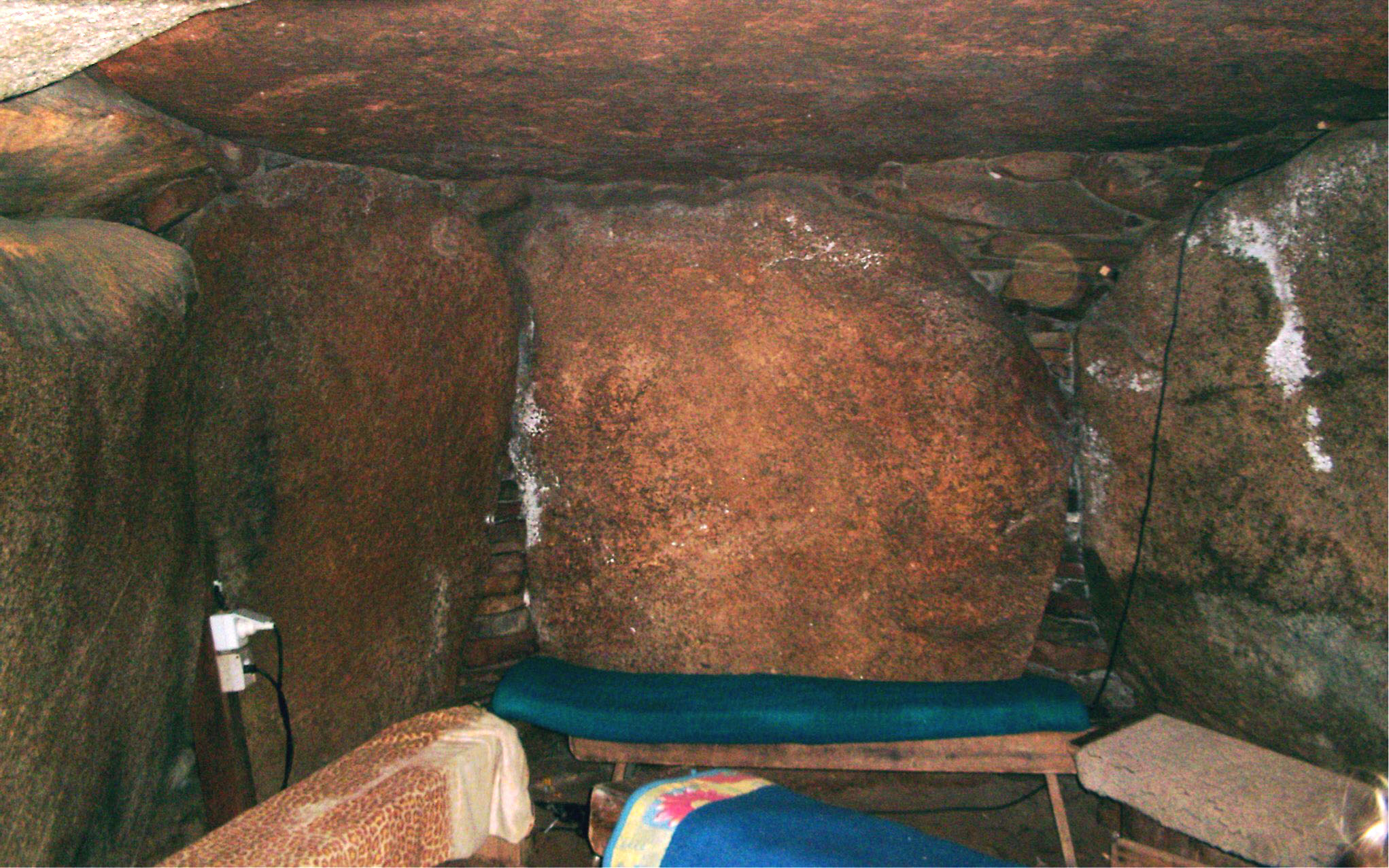
Innenansicht
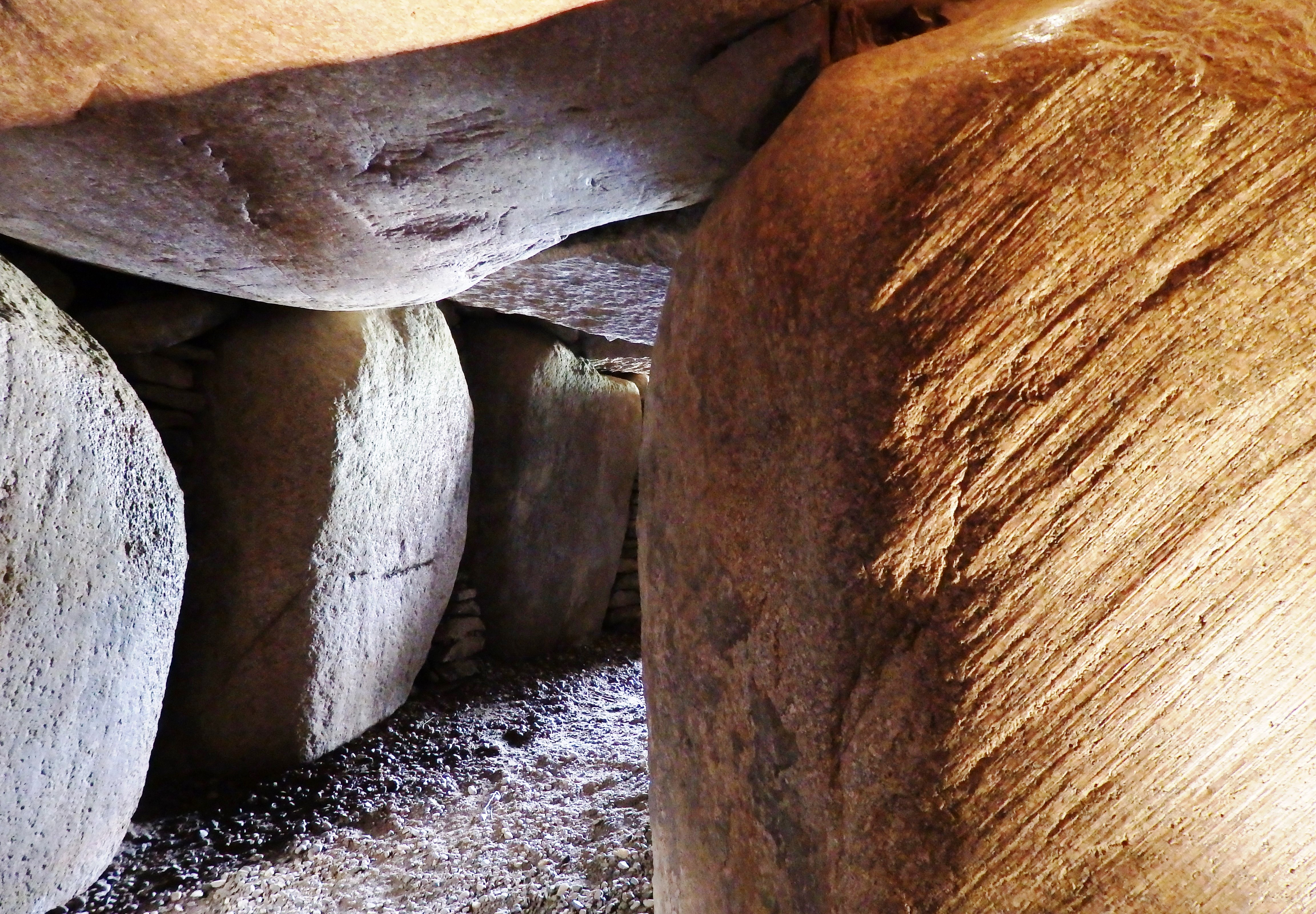
Rechter Stein mit diagonalen Riefen
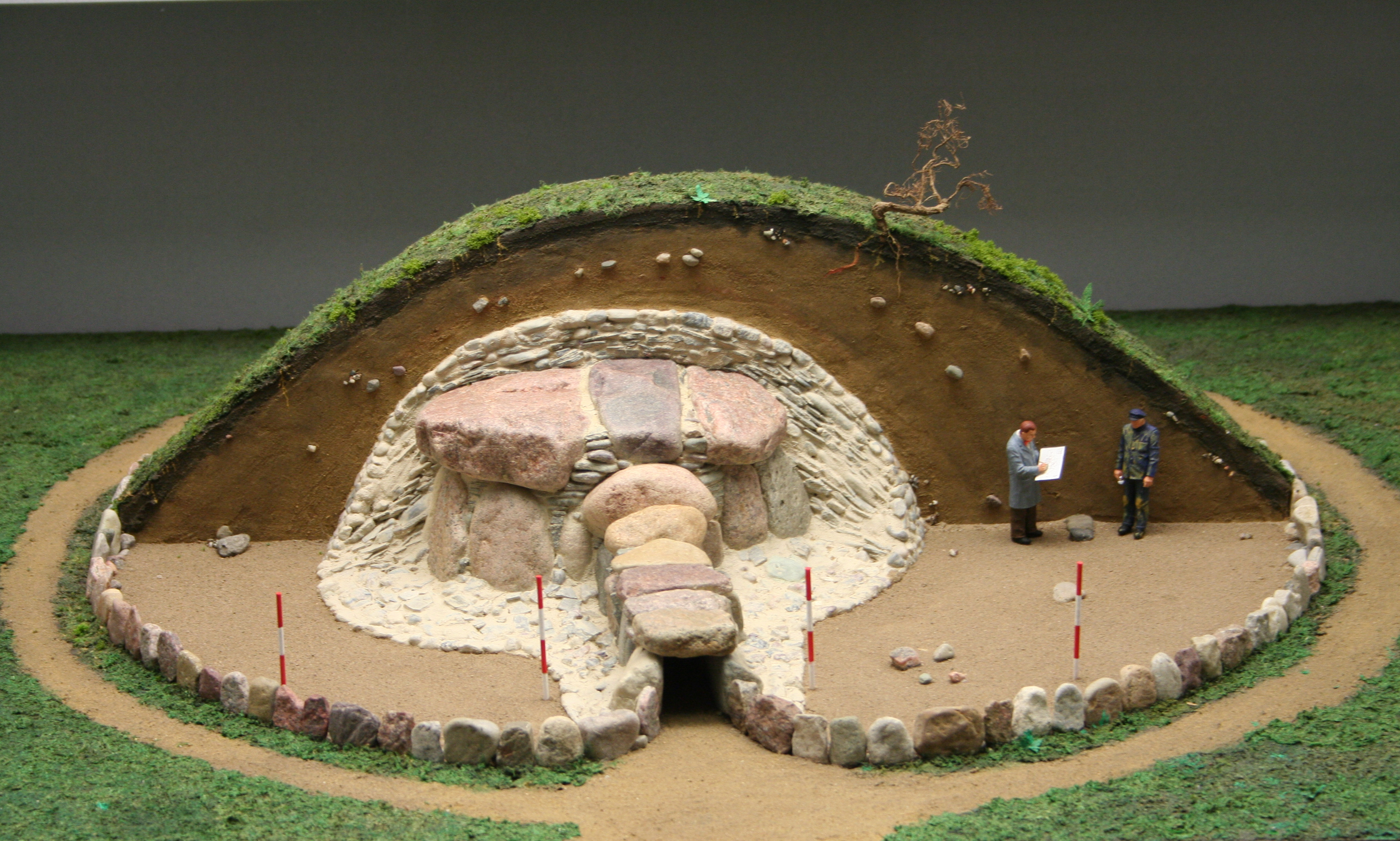
Modell des Denghoog (Archäologisches Landesmuseum Schloss Gottorf)
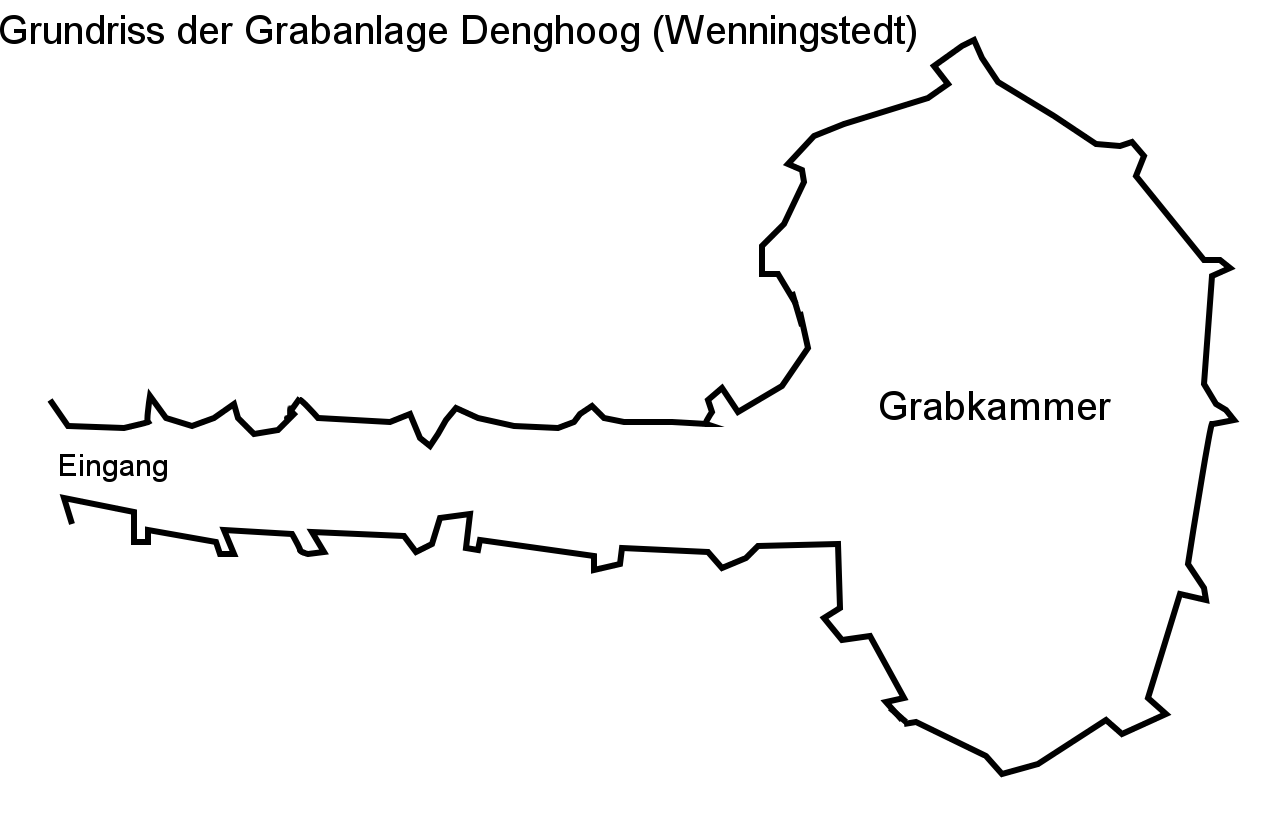
Grundriss des Denghoog ohne das Quartier
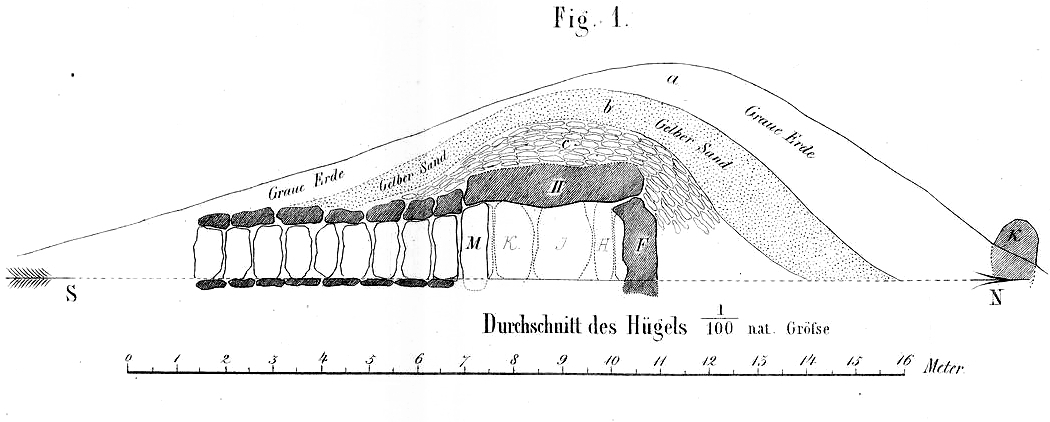
Längsschnitt durch das Grab nach Wibel (mit falscher Rekonstruktion des Ganges)
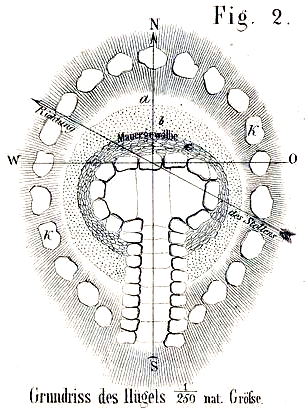
Grundriss des Grabes nach Wibel
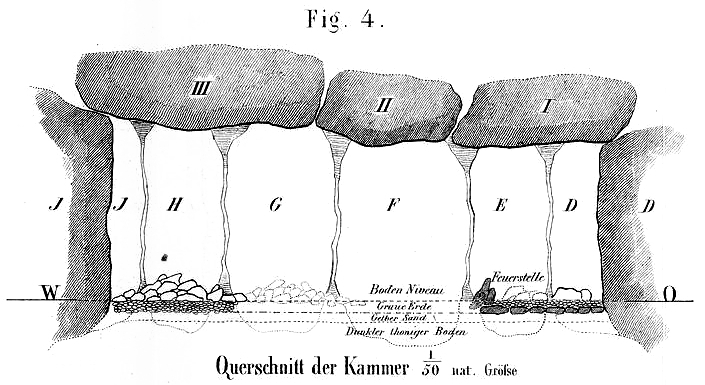
Querschnitt durch die Kammer nach Wibel
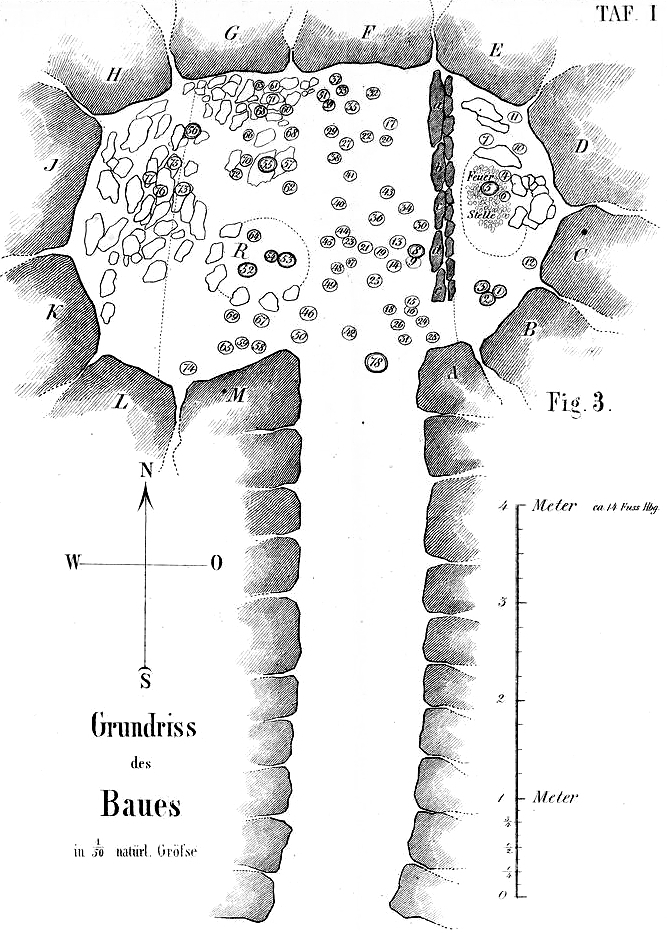
Verteilung der Funde und Befunde nach Wibel
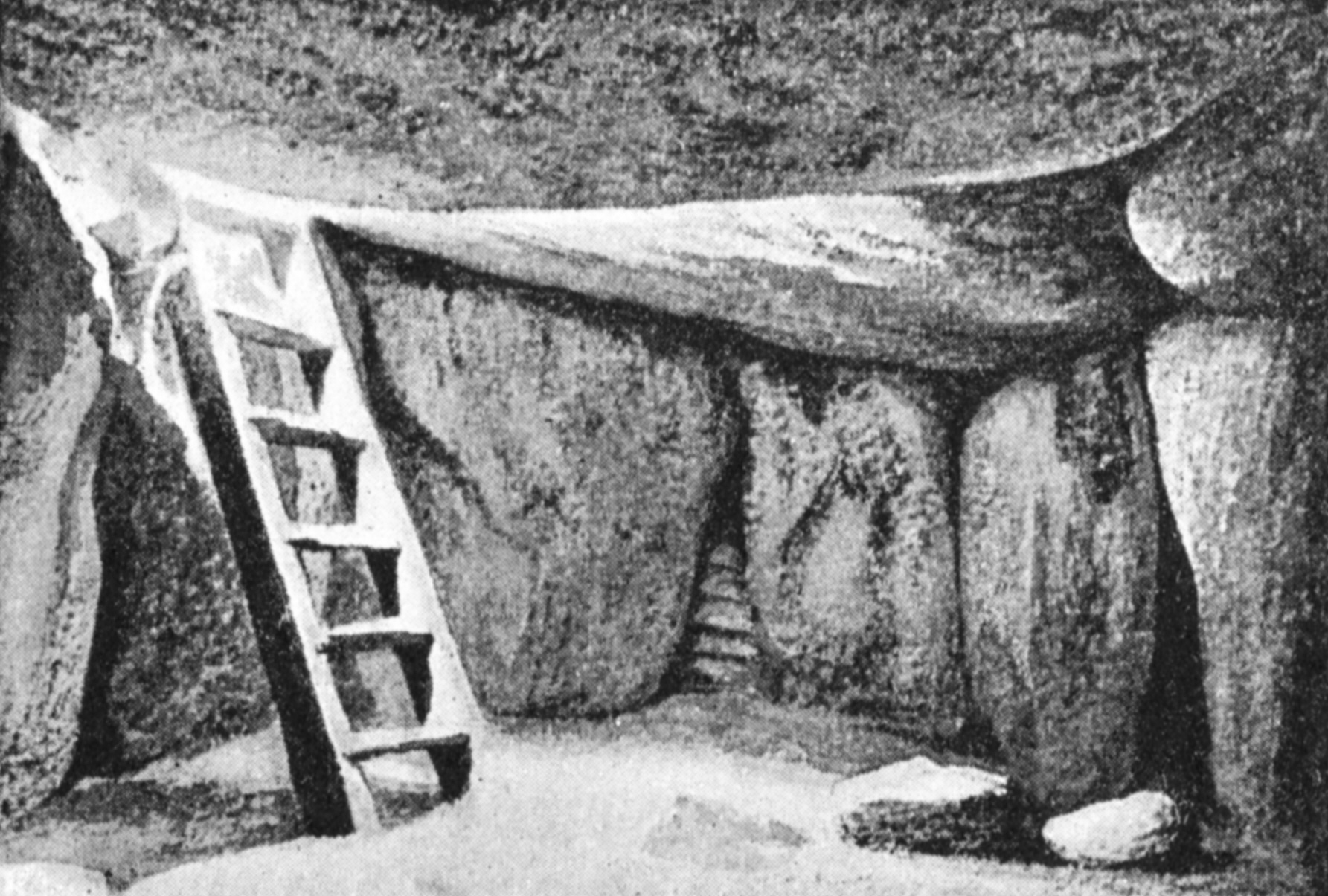
Das Innere des Denghoog, Zeichnung um 1895
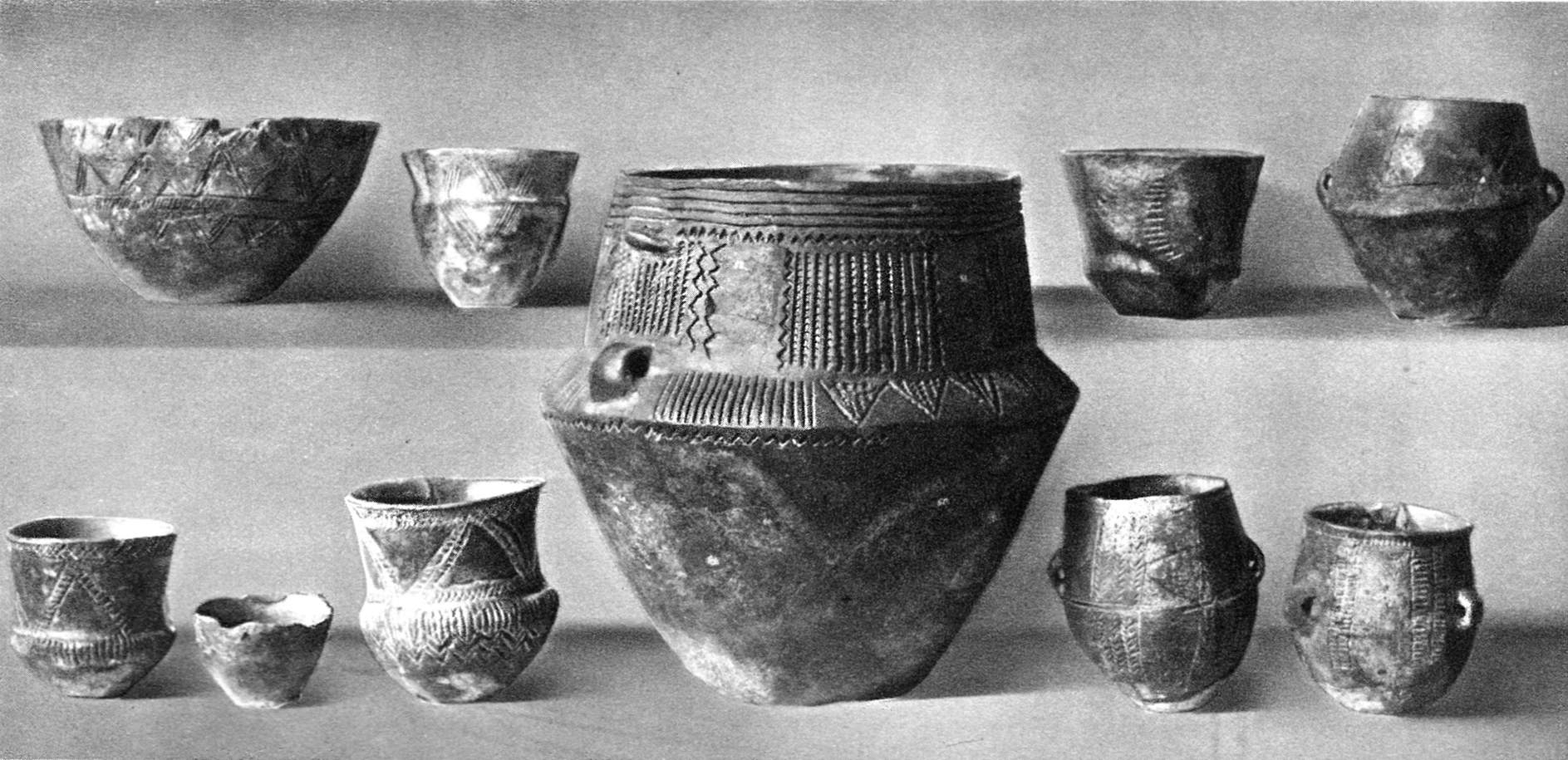
Funde nach Schuchhardt

### Funde
Man fand in der Grabkammer Reste einer unverbrannten Leiche, einen Rinderzahn, Gefäße, Scherben, Beile, Flach- und Hohlmeißel und sechs Bernsteinperlen. Die Originalfunde befinden sich im Schloss Gottorf in Schleswig. Kopien findet man im Sylter Heimatmuseum, in Keitum.
Der Name Denghoog ist Sylter Nordfriesisch (Sölring) und bedeutet Thinghügel (Deng: Thing; Hoog: Hügel). Daher ist es auch möglich, dass die Anlage von den Menschen auch als Richtplatz genutzt wurde.

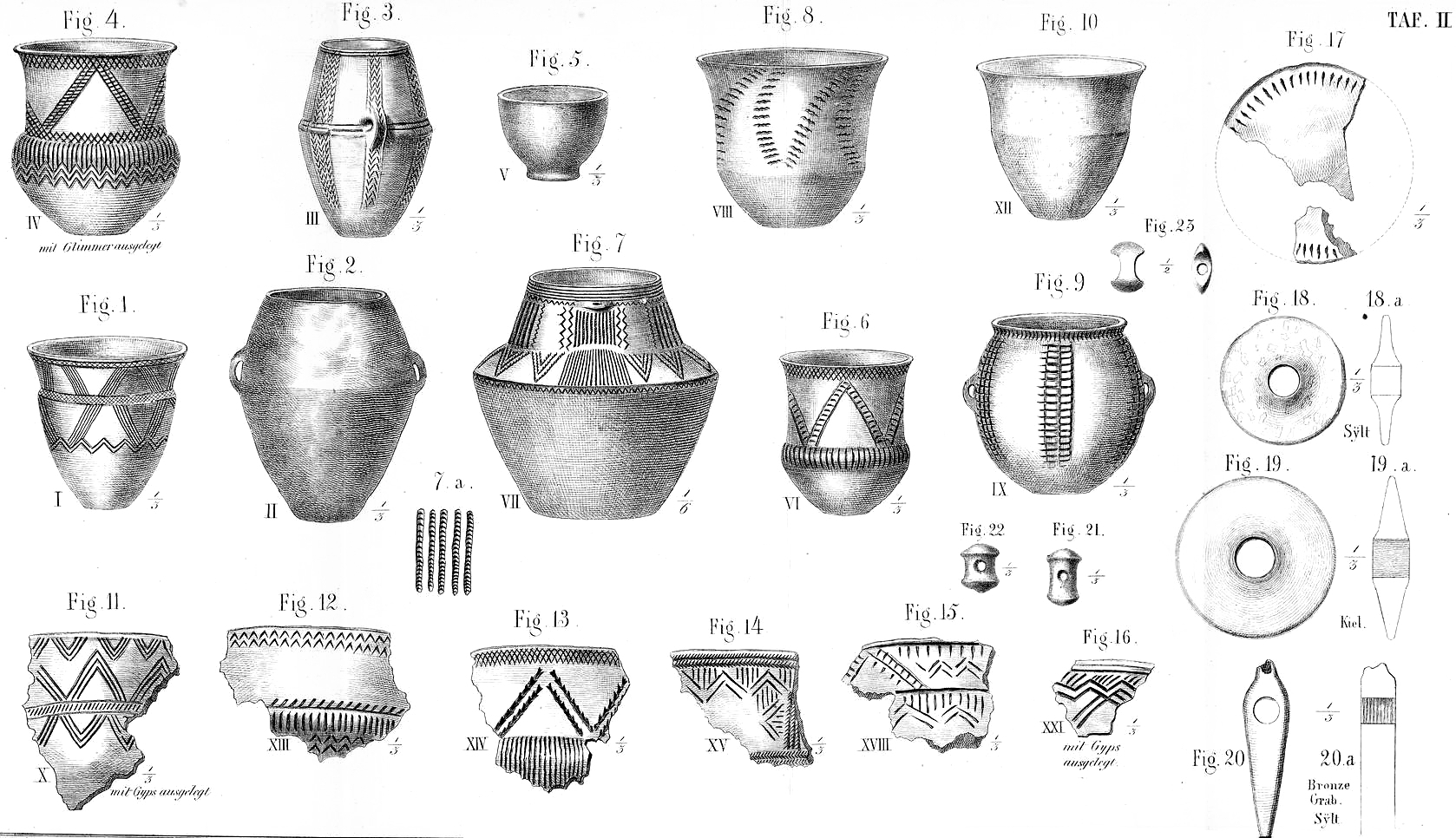
Umzeichnungen der Funde nach Wibel
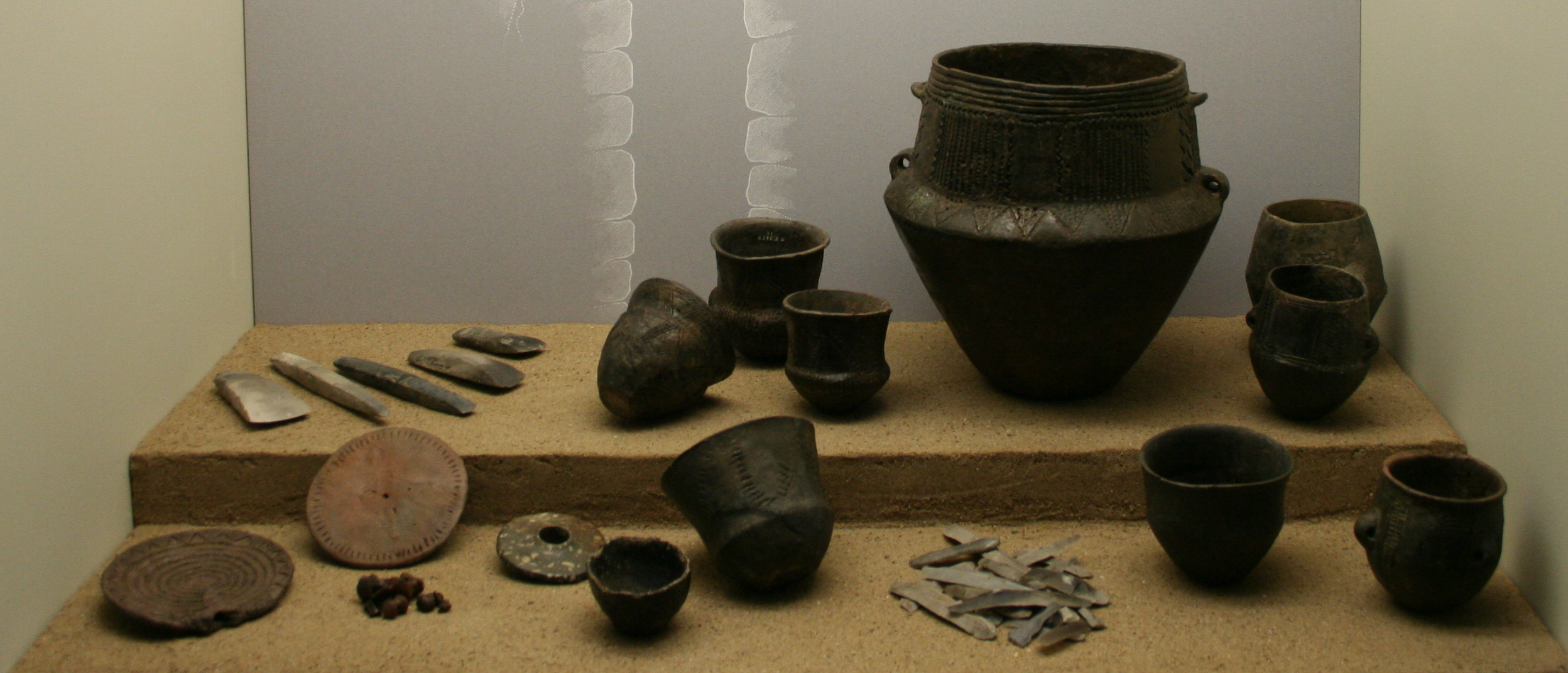
Funde aus der Grabung Wibel von 1868 – Archäologisches Landesmuseum Schloss Gottorf